# Педагогические классы
Педагогические классы — существовали при женских гимназиях ведомства министерства народного просвещения Российской империи, начиная с 1874 года, когда было издано «положение о 8-м классе»: восьмой класс предназначался для практического ознакомления учащихся с педагогической деятельностью.
Ученицам нередко поручался надзор за низшими классами, а в некоторых, особенно в частных гимназиях — даже ведение ежедневных уроков. По окончании педагогического класса девушки (именовавшиеся в то время «девицы») получали звание домашней учительницы или наставницы.
Ранее этого, в 1848 году, специальный педагогический класс был открыт при Александровском училище в Санкт-Петербурге.
Подобные же классы с двухгодичным курсом стали учреждались при некоторых женских институтах в конце XIX века.